# Serdar Deliktaş
Serdar Deliktaş (* 4. August 1986 in Elazığ) ist ein türkischer Fußballspieler.

## Karriere
Deliktaş begann mit dem Vereinsfußball in der Jugend von Kahramanmaraşspor und wurde im Frühjahr 2004, mit einem Profivertrag versehen, in den Profikader aufgenommen. Er etablierte sich mit der Zeit als Stammspieler und spielte in drei Jahren in 40 Pflichtbegegnungen.
Zur Rückrunde der Spielzeit 2007/08 wechselte er zum Drittligisten Gaskispor und spielte hier eineinhalb Spielzeiten lang.
Zur Saison 2009/10 wurde sein Wechsel zum türkischen Zweitligisten Gaziantep Büyükşehir Belediyespor bekanntgegeben. Hier etablierte er sich mit der Zeit als Leistungsträger. Besonders in der Spielzeit 2010/11 hatte er mit seinen 13 Ligatoren maßgeblichen Anteil daran, dass sein Verein bis ins Relegationsfinale kam. Hier verpasste man durch eine 0:1-Niederlage gegen Orduspor den Aufstieg in die Süper Lig.
Nach 151 Meisterschaftseinsätzen und 48 Toren wechselte Deliktaş im Sommer 2014 zum Ligakonkurrenten und Neuaufsteiger Alanyaspor. Ohne eine Pflichtspielbegegnung für Alanyaspor absolviert zu haben, wechselte er am letzten Tag der Sommertransferperiode zum Ligarivalen Osmanlıspor FK.
Im Sommer 2016 wechselte er gemeinsam mit seinen Teamkollegen Mahmut Akan und Ahmet Şahin zum neuen Erstligisten Kardemir Karabükspor. Nach eineinhalb Jahren für Karabükspor zog er zur Rückrunde der Saison 2017/18 zu seinem alten Klub Gazişehir Gaziantep FK weiter. Bereits nach einer halben Saison wechselte er erneut, dieses Mal innerhalb der 2. türkischen Liga zu Altınordu Izmir.